# نیل کمپل (بازیکن فوتبال)
نیل کمپل (انگلیسی: Neil Campbell؛ زادهٔ ۲۶ ژانویهٔ ۱۹۷۷ – ۳۰ آوریل ۲۰۲۲) بازیکن فوتبال اهل بریتانیا بود.
از باشگاه‌هایی که در آن بازی کرده بود می‌توان به باشگاه فوتبال یورک سیتی، باشگاه فوتبال دونکستر راورز، باشگاه فوتبال ساوتند یونایتد، و باشگاه فوتبال بارو اشاره کرد.